# Czesław Odrowąż
Czesław Odrowąż (ur. ok. 1175-80 w Kamieniu Śląskim, zm. 15 lipca 1242 we Wrocławiu) – błogosławiony Kościoła katolickiego, prezbiter, polski dominikanin, w 1963 ogłoszony patronem Wrocławia.

## Życiorys
Studiował w Krakowie i we Włoszech oraz prawdopodobnie w Paryżu, następnie został kanonikiem krakowskim i kustoszem kolegiaty sandomierskiej i był znany biskupowi krakowskiemu Iwonowi Odrowążowi. Prawdopodobnie, tak jak św. Jacek Odrowąż, pochodził on z tej samej śląskiej rodziny Odrowążów. To właśnie biskup Iwo zabrał Czesława i Jacka do Rzymu, gdy udawał się w 1218 z wizytą ad limina do papieża Honoriusza III. W wyniku tej podróży Czesław wstąpił do zakonu dominikanów. W Rzymie bowiem spotkał św. Dominika, który zrobił na nim ogromne wrażenie, na oczach wielu świadków wskrzeszając młodzieńca, który stracił życie spadłszy z konia.

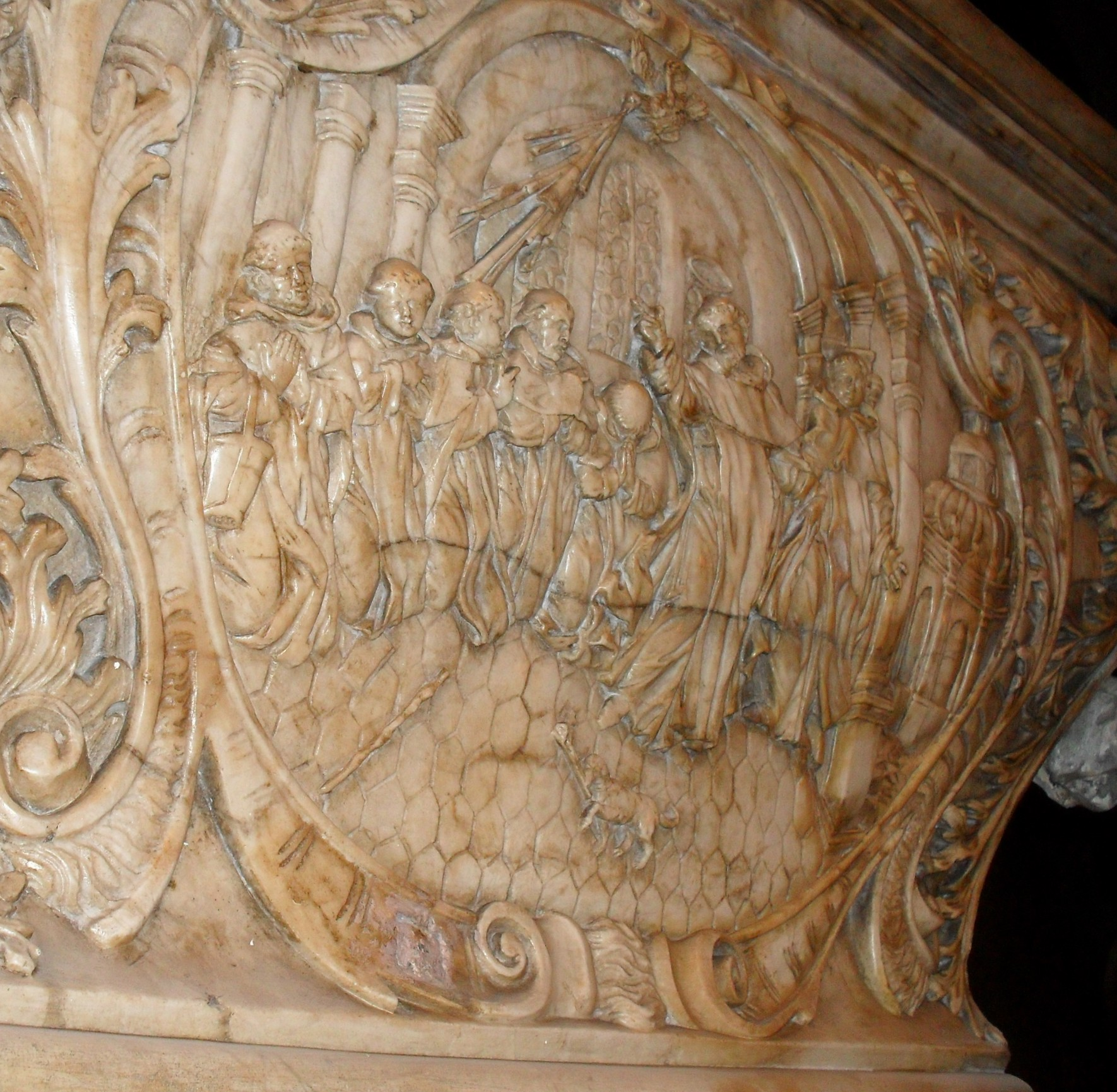
Czesław (trzeci z lewej) słuchający przepowiadania św. Dominika w Rzymie. Grobowiec błogosławionego w kościele dominikanów we Wrocławiu

Po stosunkowo krótkiej formacji odbytej w Rzymie pod okiem św. Dominika, udał się w drogę powrotną do Polski, głosząc po drodze słowo Boże. Założył klasztor we Fryzaku w Austrii oraz klasztor św. Klemensa w Pradze. Następnie przybył do Wrocławia, gdzie sprawował posługę duszpasterską i kaznodziejską w kaplicy zamkowej św. Marcina na Ostrowie Tumskim. W 1226 założył klasztor przy kościele św. Wojciecha, który otrzymał od biskupa Wrocławia Wawrzyńca i został jego pierwszym przeorem. W latach 1233–36 pełnił funkcję prowincjała Prowincji Polskiej Dominikanów, do której wtedy należały także Czechy. W roku 1234 brał udział jako prowincjał w kapitule generalnej dominikanów w Bolonii i był obecny na kanonizacji św. Dominika w Rzymie.
Od 1236 przebywał już stale we Wrocławiu. Odegrał też istotną rolę w czasie mongolskiego najazdu, duchowo wspierając w 1241 obronę zamku wrocławskiego.
Tradycja przekazała opowieść o cudzie, który zdarzył się za sprawą Czesława. Po jego gorliwej modlitwie na niebie pojawiła się ognista kula, lub według innych przekazów słup ognia lub zorza, która przestraszyła wojska nieprzyjaciela. Niektóre źródła opisują jakoby Mongołowie mieli uciec na sam widok ognistej kuli, inne podają, że kula ich rozgromiła.
To wydarzenie z 1241 opisał Jan Długosz w „Rocznikach Królestwa Polskiego”. Gdy mieszczanie w popłochu opuścili miasto, Henryk Pobożny zebrał żywność do zamku i nakazał, ze względów strategicznych, spalenie miasta:

Tatarzy zaś, zastawszy miasto spalone i ogołocone zarówno z ludzi, jak z jakiegokolwiek majątku, oblegają zamek wrocławski. Lecz gdy przez kilka dni przeciągali oblężenie, nie usiłując zdobyć [zamku], brat Czesław z zakonu kaznodziejskiego, z pochodzenia Polak, pierwszy przeor klasztoru św. Wojciecha we Wrocławiu /.../, modlitwą ze łzami wzniesioną do Boga odparł oblężenie. Kiedy bowiem trwał w modlitwie, ognisty słup zstąpił z nieba nad jego głowę i oświetlił niewypowiedzianie oślepiającym blaskiem całą okolice i teren miasta Wrocławia. Pod wpływem tego niezwykłego zjawiska serca Tatarów ogarnął strach i osłupienie do tego stopnia, że zaniechawszy oblężenia uciekli raczej niż odeszli.

Niektórzy nowożytni historycy to niewytłumaczalne zjawisko światła, które pojawiło się nad głową bł. Czesława, próbują wytłumaczyć w sposób naturalny. Sugerują, że „Ślązacy - jako pierwsi ludzie Zachodu - doświadczyli być może skutków militarnego wykorzystania prochu”. Jeśli można by widzieć „tajną broń” Tatarów w opisywanych przez Długosza zjawiskach magicznych: „para, dym i mgła o tak cuchnącym odorze”, doświadczanych przez wojska Henryka Pobożnego pod Legnicą, nie wiadomo jak odnieść tę broń do zjawiska ognistej kuli. Jeśli była ona dziełem Tatarów i jednocześnie odstraszyła ich od zdobywania zamku wrocławskiego tak, że „uciekli raczej” - znaczyłoby, że Tatarzy przestraszyli użytym prochem samych siebie.
Inne legendy, opisujące cuda dokonane przez błogosławionego przypisują mu, podobnie jak w przypadku świętego Jacka Odrowąża, wskrzeszenie zmarłego dziecka (które się utopiło), różnica jest jednak taka że św. Jacek wskrzesił dziecko na drugi dzień, a Czesław dopiero tydzień po śmierci.
Błogosławiony Czesław miał również cudownie przekroczyć rzekę Odrę, kiedy nie znalazł przewoźnika, który by go przeprawił przez wzburzoną wtedy wodę. Czesław rzucił swój płaszcz i przedostał się na nim na drugi brzeg. Warto zaznaczyć, iż ta legenda nie odwołuje się raczej do chodzenia po wodzie przez Jezusa, ale do Eliasza, który według starego testamentu miał rzucić swój płaszcz na rzekę, aby jej wody rozstąpiły się.

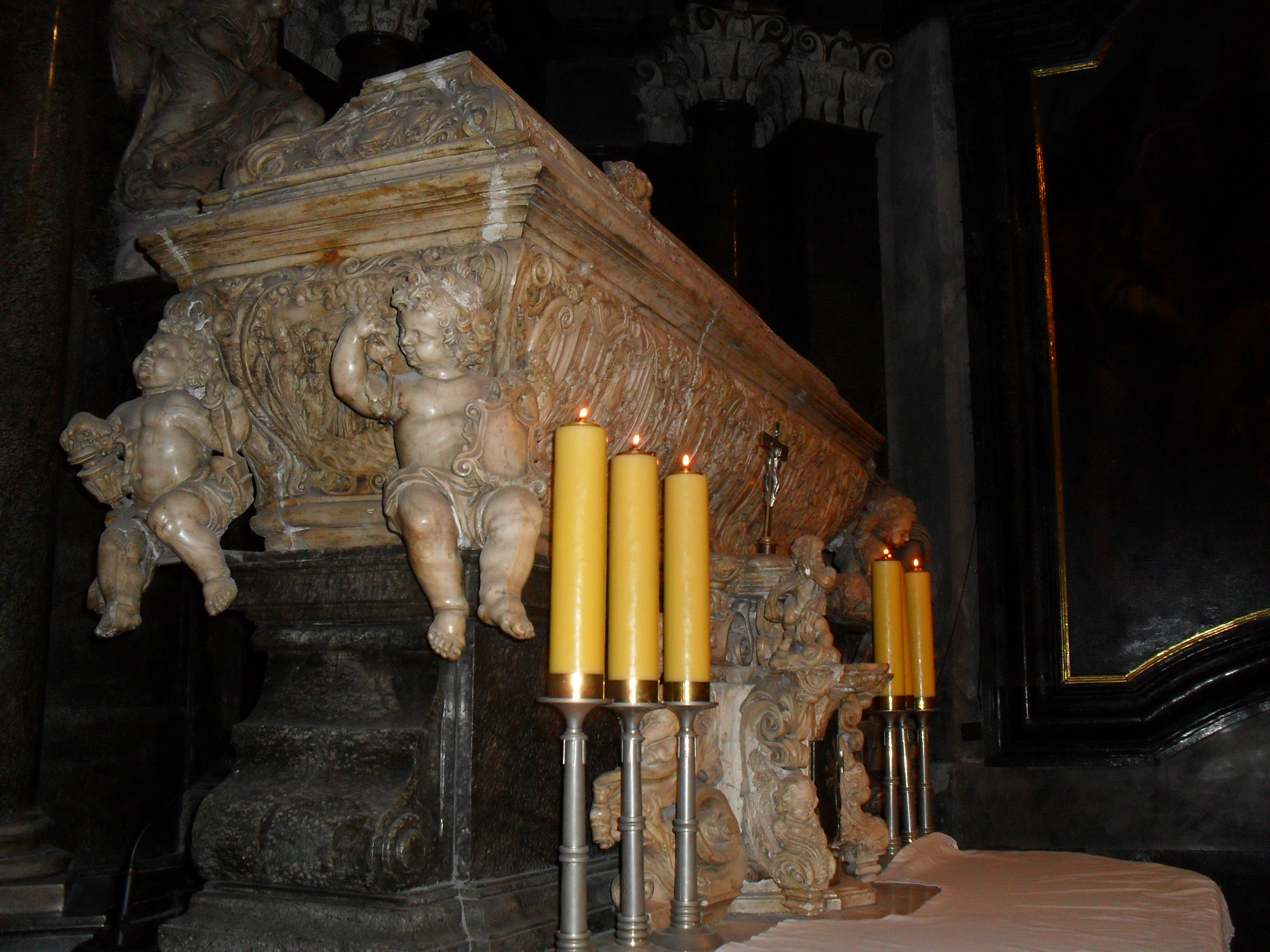
Grobowiec bł. Czesława w kościele dominikanów we Wrocławiu

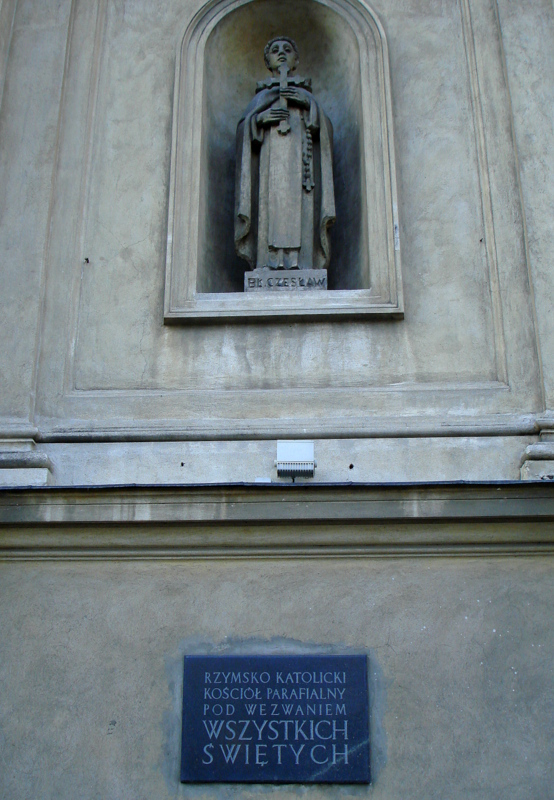
Warszawa, rzeźba błogosławionego Czesława na fasadzie kościoła pw. Wszystkich Świętych

Po śmierci w 1242 pochowany został w kościele dominikanów pw. św. Wojciecha, a sąsiadującą z tym kościołem ulicę nazwano ulicą bł. Czesława. Akceptacji kultu dokonał w 1713 papież Klemens XI, a w 1735 Klemens XII zezwolił na jego kult w całej Polsce. Zbudowana w latach 1715–1730 kaplica z jego grobem (jednym z fundatorów kaplicy był Jakub Sobieski) jako jedyna nie została zniszczona w kompleksie kościoła św. Wojciecha w czasie oblężenia Festung Breslau w 1945.
W 2006 jego szczątki wyjęto z grobowca w celu dokonania naukowych oględzin, m.in. weryfikacji domniemanego pokrewieństwa ze św. Jackiem. Zrekonstruowano także jego głowę na podstawie czaszki. Odtworzoną głowę błogosławionego dominikanina można zobaczyć w zakrystii kościoła św. Wojciecha.
Przedstawiany jest w ikonografii z ognistą kulą lub ognistym słupem nad głową, które według opisanej wyżej legendy pojawić się miały wskutek jego modlitw podczas tatarskiego oblężenia.
Atrybutami bł. Czesława są krzyż misyjny, kielich, otwarta Ewangelia, laska pielgrzyma, lilia, monstrancja, puszka z komunikantami, różaniec, jego wspomnienie przypada w Polsce na dzień 20 lipca.
Jego wizerunek jest przedstawiony na obrazie Luca Giordano SS. Nicola, Ceslao e Ludovico Bertrando w neapolitańskiej Basilica di Santa Maria della Sanità. 
W 1963 roku na prośbę abpa Bolesława Kominka papież Paweł VI ogłosił bł. Czesława patronem Wrocławia.